# جوناثان غونزاليز
جوناثان غونزاليز (بالإنجليزية: Jonathan González) (مواليد 26 يوليو 1989) هو ملاكم أمريكي، مثّل بلاده في الألعاب الأولمبية الصيفية 2008.

## روابط خارجية
جوناثان غونزاليز على موقع بوكس ريك (الإنجليزية) (registration required)
- جوناثان غونزاليز على موقع أوليمبيديا (الإنجليزية)